# 弗兰肯斯坦的怪物

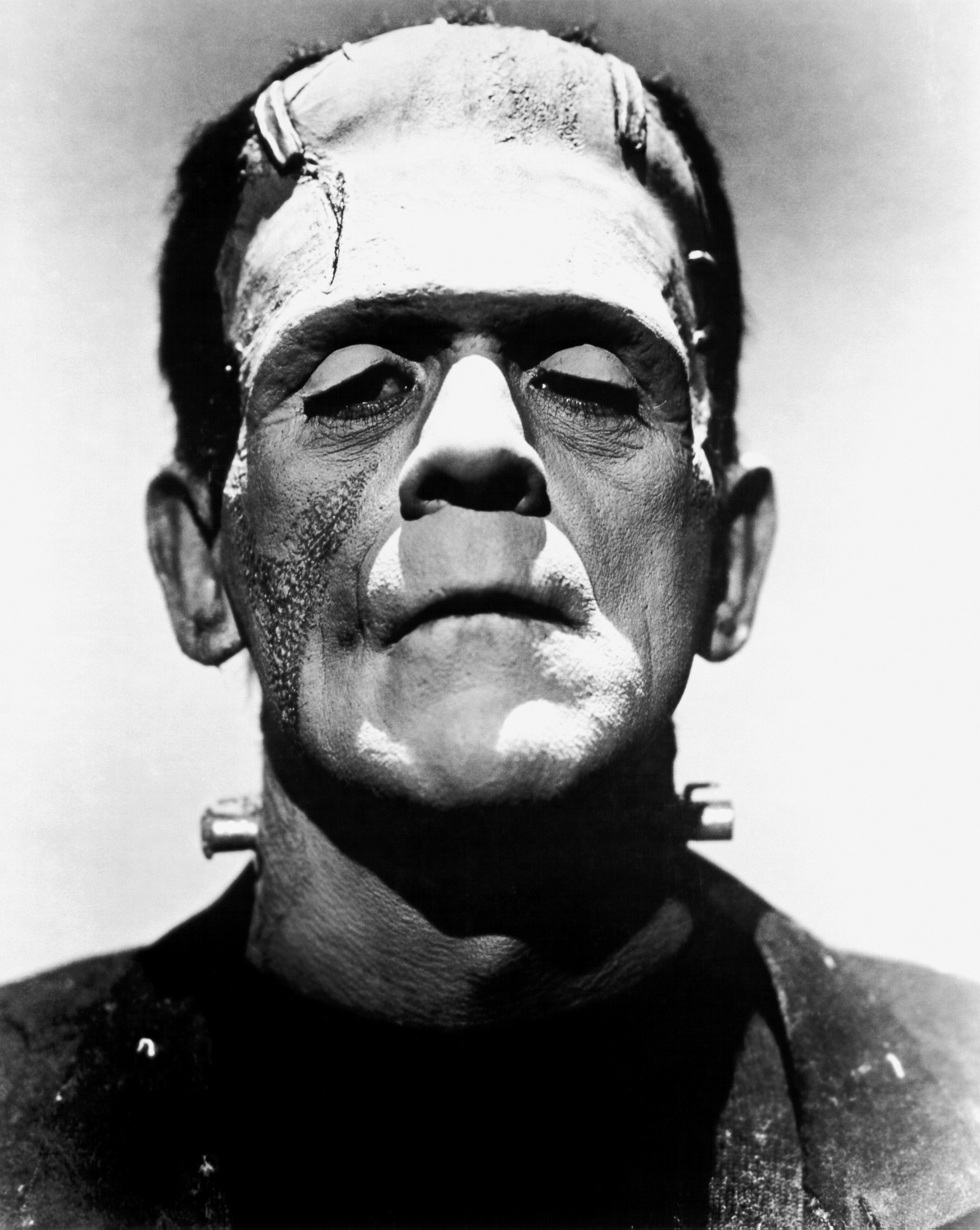
弗兰肯斯坦的怪物，《弗兰肯斯坦的新娘》，1935年電影。

弗兰肯斯坦的怪物，也称为科学怪人，人造人，普罗米修斯·弗兰肯斯坦，亚当·弗兰肯斯坦或路西法·弗兰肯斯坦，是早出现在玛丽·雪莱的小说《科学怪人》作品中的虚构角色，怪物常常被人们认为叫简单地“弗兰肯斯坦”，“弗兰肯的怪物”，“弗兰肯”，“弗兰的怪物”或“弗兰”，但实际在小说中怪物是没有名字的，“弗兰肯斯坦”其实是那个制造怪物的疯狂科学家的名字（維多·法蘭克斯坦）。该怪物为科学家利用从坟墓挖掘出的尸体制造人造人。最后怪物在和创造自己的科学家在北极复仇完后，就结束了自己的生命。小说中常以“生物”、“魔鬼”、“怪物”、“東西”、“不幸者”等词语代称。
怪物这一角色无名的情况在小说发表后的十年里成为在伦敦、巴黎等地改编戏剧、漫画等作品的惯例，玛丽·雪莱自己也参与其中一部反响较好的改编戏剧《Presumption》的演出。她说，怪物没有名称导致难以形容的情况比有名字要好。不過十年以后，以“弗兰肯斯坦”称呼怪物的情况开始出现。但此称谓真正被观众熟知是在20世纪30年代，即由鲍里斯·卡洛夫主演，环球影业出品的系列电影。这一系列电影大部分基于1927年在伦敦上演的由佩吉导演的戏剧。环球影业为了方便辨认，将演员称为“弗兰肯斯坦”，而不是角色。但之后怪物以“弗兰肯斯坦”为名的现象逐渐流行起来。形象也逐漸從蓬頭垢面的流浪漢形象變為穿著西裝身上插著鋼釘的樣子。

## 脚注
1. ↑  奇幻世界漫遊協會. . 譯者：黃昱翔. 楓樹林. 2016/09/01: 58. ISBN 9789865688523.
2. ↑  原文为"creature"、"fiend"、"the demon"、"wretch"、"devil"、"thing"、"being"、"ogre"等。
3. ↑  Chris Baldick, In Frankenstein's Shadow, Oxford: Clarendon Press, 1987.
4. ↑  To Leigh Hunt, 9 September [1823]
5. ↑  Susan Tyler Hitchcock, Frankenstein: A Cultural History, NY: WWNorton, 2007